# Квадрио, Франциск Ксаверий
Франциск Ксаверий Квадрио (итал. Francesco Saverio Quadrio; 1 декабря 1695, Понте-ин-Вальтеллина — 21 ноября 1756, Милан) — итальянский писатель и историк.
В 15 лет в Венеции вступил в Орден иезуитов. До 1752 года преподавал в иезуитских школах. Пользовался покровительством папы Бенедикта XIV.
В 1745 году встречался с Вольтером в Париже.
В 1751—1754 годах был библиотекарем графа Дж. Л. Паллавичини в Милане.

## Труды
Главные труды: апокрифические «Духовные стихотворения Данте» (1733), трактат «Об итальянской поэзии» под псевдонимом Дж. М. Андруччи (1734), «Об истории и смысле всякой поэзии» в 7 томах (1739—1752).
Автор стихов и исторических сочинений.